# Centro de Interpretación de la Emigración e Instrucción Pública
El Centro de Interpretación de la Emigración e Instrucción Pública es un centro de interpretación situado en el concejo asturiano de Boal (más concretamente en la localidad de San Luis, a unos 2 km de la capital municipal tomando la carretera AS-12 en dirección a Grandas de Salime) que nos ilustra sobre la emigración ultramarina y su aportación a la educación en el concejo de Boal. 
Se ubica en una antigua escuela  rural (edificada en los años 20, como otras muchas del concejo, por la Sociedad de Instrucción Naturales del Concejo de Boal, fundada en La Habana, Cuba, en 1911) rehabilitada, y cuenta con un aula recreada utilizando materiales originales de las escuelas construidas por los emigrantes boaleses en el concejo.
La visita al centro se puede complementar con una visita guiada a la arquitectura de la emigración de la villa de Boal, de finales del siglo XIX y principios del siglo XX, y al Centro de Interpretación Lavadero de Boal. 